# 武昌区
武昌区（ぶしょう-く）は、中華人民共和国湖北省武漢市に位置する市轄区。
現地の習慣では武漢市の長江以南（右岸）の武昌区・青山区・洪山区・東湖新技術開発区（中国光谷）の4つの行政区画を武昌と総称している。
武漢市の市政府は長江対岸の漢口地区の江岸区にあるが、武昌区には中国共産党湖北省委員会、湖北省政府、湖北省人民代表大会と湖北省政治協商会議などの省レベルの国家機関が駐在しており、湖北省の政治の中心になっている。

## 地理
武昌区は武漢市の中東部に位置し、長江の東岸にあたる。東と南は洪山区に接し、西は長江に面し、漢水南岸は漢陽区、漢水北岸は江岸区・江漢区・礄口区（以上3区をかつて漢口と総称した）と、北は青山区に接する。地形は平野が主であるが、蛇山・鳳凰山・洪山・小洪山・珞珈山などの丘陵が散在する。区内には沙湖・武漢東湖・曬湖などの多くの湖沼が存在する。

## 歴史
城郭都市である武昌の歴史は古く、「武昌」という地名は後漢末期に登場しているが、当時の「武昌」は長江南岸の現在の鄂州市であり、当時「夏口城」と呼ばれた地が現在の武昌に相当する。
漢の丞相となった曹操は軍を率いて東南の地方諸侯であった孫権を攻めたが、孫権は江漢平原の長江南岸に陣取って退かず、双方とも長江中流の両岸に陣取ったまま対峙を続けていた（この後に「赤壁の戦い」が起きる）。現在の武漢市と鄂州市の境界付近には孫権軍の大部隊がおり、この周りに商人が集まり都市を形成。これが武昌と呼ばれるものである。伝承では孫権が「武運昌盛」の意をこめて武昌と命名したと伝わる。
以後、現在の武昌と現在の鄂州は数度にわたり地名が入れ替わっている。元代以降に現在の地名がおおむね定まったが、清代にも現在の鄂州周辺が武昌県と呼ばれていた。逆に、南宋の名将岳飛が守っていた「鄂州」は現在の武昌のことである。
都市が形成されて以後、商業活動が活発となり人口が増加、加えて長江と漢水が合流する水運の要衝であったことから、楚地での政治的・経済的地位は次第に上昇した。元から明代にかけ、武昌の地位は荊州を超えるようになり、湖北の政治の中心とされた。明末、長江対岸に発生した漢口鎮が商業の中心となり大きな発展を遂げ、以後武昌・漢陽・漢口の「三鎮鼎立」となった。清朝は武昌府を設け、湖北巡撫と湖広総督（後に両湖総督あるいは湖北湖南総督となる）の機能の所在地となった。
1911年（宣統3年）10月10日、中国同盟会が指導する清朝政府に対する蜂起が武昌城で勃発した。歴史上武昌起義と称され辛亥革命に発展、起義の際には中華民国・湖北軍政府の成立が宣言され、十八星旗が国旗として採用された。
1926年（民国15年）、国民革命軍による北伐が始まると、国民軍は武漢を占領し武漢国民政府を成立させた。この武漢国民政府は翌年南京国民政府と合流し解消されている。北伐軍が武昌を占領した際に、武昌・漢陽・漢口の「武漢三鎮」が合併して武漢市が成立する。
日中戦争では、南京市にあった国民政府は一時期武漢に疎開したが、日本軍の攻撃でさらに重慶市に本拠を移している。1949年（民国38年）4月17日、人民解放軍が武昌に進駐した。中華人民共和国成立後、武漢市は引き続き湖北省の省会となり、湖北省党委・省政府・省級政府部門は武昌区に置かれた。

## 行政区画
- 街道:積玉橋街道、楊園街道、徐家棚街道、糧道街道、中華路街道、黄鶴楼街道、紫陽街道、白沙洲街道、首義路街道、中南路街道、水果湖街道、珞珈山街道、石洞街道、南湖街道、東湖風景区街道

## 名所
- 武漢東湖
- 東湖桜花園
- 黄鶴楼
- 湖北省博物館
- 首義園「武漢名小吃街」
- 長春観

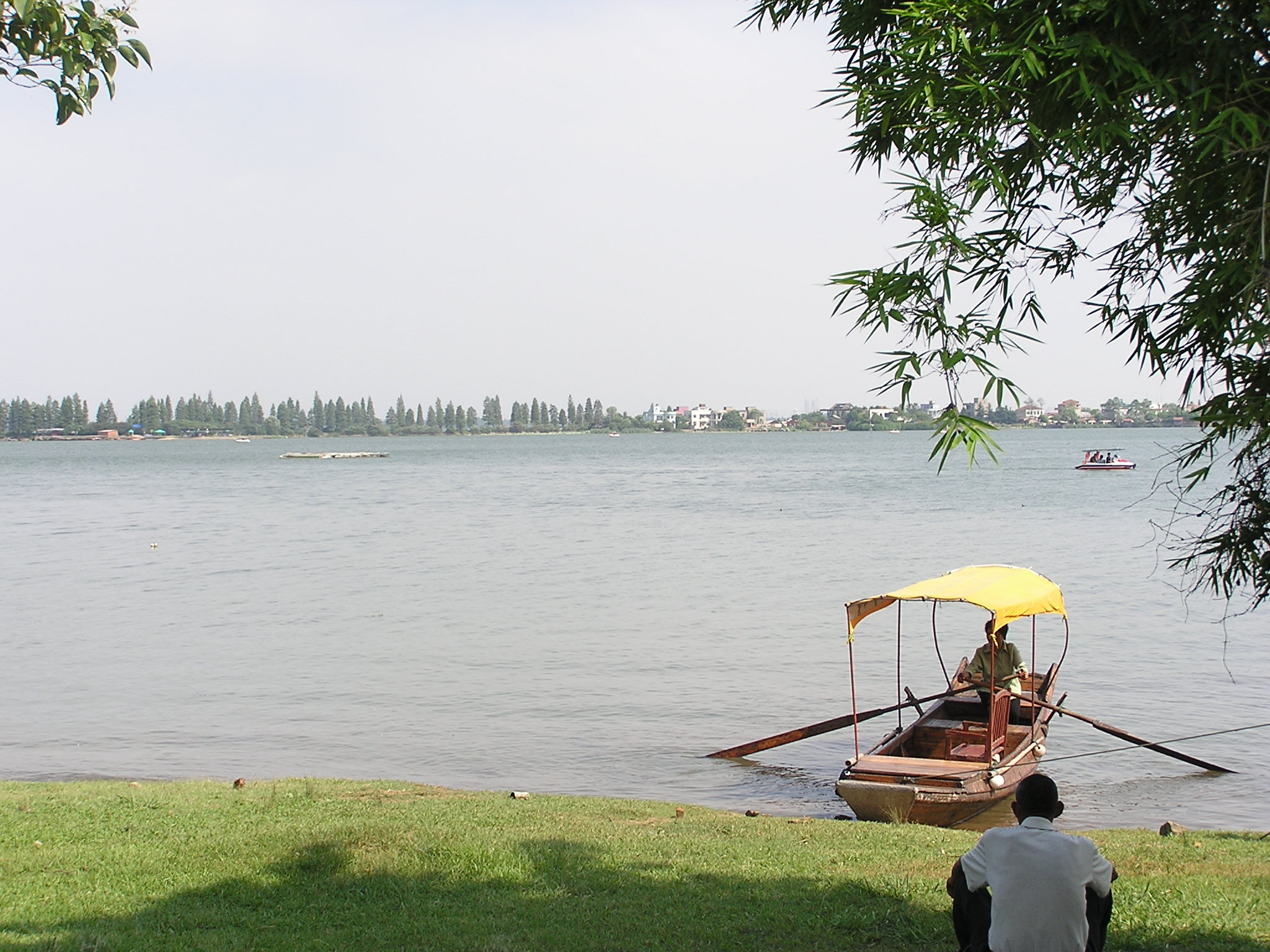
武漢東湖

- 中華民国軍政府鄂軍都督府の旧跡（紅楼）、辛亥革命博物館
- 洪山広場
- 武昌江灘
- 起義門
- 黄興拝将台
- 施洋烈士墓
- 武漢長江大橋

## 交通
- 武漢地下鉄・2号線、4号線、7号線、8号線

## 健康・医療・衛生
- 武漢大学人民医院（中国語版）
- 武漢大学中南医院（中国語版）
- 武漢科技大学附属天佑医院
- 湖北省中医院
- 武漢市武昌医院
- 武漢市第三医院（中国語版）（別名 武漢大学同仁医院）
- 武漢市第七医院
- 武警湖北省総隊医院
- 解放軍中部戦区総合医院

## 参考資料
- （新華ネット）中国共産党の年表（1949年）
- 武漢市武昌区―湖北省―中国―行政区画のウェブサイト
- 武漢市の第5次の国勢調査の結果